# 川口悠子
川口悠子（日语：川口 悠子，1981年11月20日—）是双人滑选手，曾代表日本和俄罗斯参加国际比赛。2006年，她开始与亚历山大·斯米尔诺夫（Alexander Smirnov）搭档，代表俄罗斯参赛。两人搭档期间曾获得两次欧洲冠军，两枚世界锦标赛铜牌和三枚俄罗斯全国锦标赛冠军。